# 日本の週間一覧
日本の週間一覧（にほんのしゅうかんいちらん）は、日本において○○週間と呼ばれるものを一覧にしたものである。
主に、官公庁が所管の一定の施策を集中して推進・啓発するために設けている場合が多い。
月毎に、日付順に列記している。
本一覧から除外しているものは、次のとおりである。
- 個人的なもの。
- ごく一地方でのみ有効となるもの。
- 企業や業界団体などが商品の販売目的で制定したような「週間」のうち、単発で終わっているものや、事実上利用されていないもの。
- 期間が1ヶ月以上のもの。（→日本の月間一覧）

## 1月
- 15日～21日 - 防災とボランティア週間
- 24日～30日 - 全国学校給食週間[1]

## 2月
- 17日～23日 - アレルギー週間

## 3月
- 01日～07日 - 子ども予防接種週間
- 01日～07日 - 春季全国火災予防運動
- 01日～07日 - 全国山火事予防運動
- 01日～07日 - 車両火災予防運動
- 01日～08日 - 女性の健康週間

## 4月
- 06日～15日 - 春の全国交通安全運動
- 12日～24日 - 科学技術週間
- 20日～26日 - 切手趣味週間
- 23日～5月12日 - こどもの読書週間
- 29日～5月5日 - ゴールデンウィーク[2]

## 5月
- 01日～07日 - 憲法週間
- 05日～11日 - 児童福祉週間
- 07日～13日 - 看護週間
- 10日～16日 - 愛鳥週間
- 30日～6月5日 - 全国ごみ不法投棄監視ウィーク
- 31日～6月6日 - 禁煙週間

## 6月
- 01日～07日 - 水道週間
- 01日～07日 - がけ崩れ防災週間[3]
- 04日～10日 - 歯と口の健康週間[4]
- 05日～11日 - 海洋環境保全推進週間（6月期）
- 第2週 - 危険物安全週間
- 19日～25日 - ハンセン病を正しく理解する週間
- 23日～29日 - 男女共同参画週間

## 7月
- 01日～07日 - 全国安全週間
- 16日～31日（16日間） - 全国海難防止強調運動

## 8月
- 01日～07日 - 観光週間（2009年6月廃止）
- 01日～07日 - スター・ウィーク～星空に親しむ週間～
- 01日～07日 - 水の週間
- 15日～9月1日（17日間） - 在日朝鮮人歴史・人権週間後期
- 25日～31日 - 道路防災週間
- 30日～9月5日 - 防災週間
- 30日～9月5日 - 建築物防災週間

## 9月
- 04日～10日 - 救急医療週間
- 10日～17日 - 自殺予防週間
- 15日～21日 - 老人週間
- 20日～26日 - 動物愛護週間
- 24日～30日 - 結核予防週間
- 24日～10月1日 - 環境衛生週間

## 10月
- 01日～07日 - 法の日週間
- 01日～07日 - 公証週間
- 01日～07日 - 全国労働衛生週間
- 02日～08日 - 古紙リサイクル週間
- 10日～16日 - 40歳からの健康週間
- 10日～16日 - 精神保健福祉普及週間
- 17日～23日 - 秋の行政相談週間
- 17日～23日 - 薬と健康の週間
- 27日～11月9日 - 読書週間

## 11月
- 01日～07日 - 教育・文化週間
- 01日～07日 - 文化財保護強調週間
- 01日～07日 - 海洋環境保全推進週間（11月期）
- 01日～10日（10日間）- 踏切事故防止キャンペーン
- 07日～13日 - 全国糖尿病週間
- 08日～17日（10日間）- 海上環境事犯一斉取締り
- 09日～15日 - 秋季全国火災予防運動
- 11日～17日 - 税を考える週間
- 12日～25日（14日間）- 女性に対する暴力をなくす運動
- 20日～26日 - 医療安全推進週間
- 25日～12月1日 - 性の健康週間
- 25日～12月1日 - 犯罪被害者週間

## 12月
- 01日～07日 - 雪崩防災週間
- 01日～07日 - 「いのちの電話」フリーダイヤル週間
- 03日～09日 - 障害者週間
- 04日～10日 - 人権週間
- 10日～16日 - 北朝鮮人権侵害問題啓発週間
- 25日～31日 - 行政相談週間